# Campeonato Brasiliense de Futebol Sub-20 de 2021
O Campeonato Brasiliense de Juniores de 2021 (mais conhecido como Campeonato Brasiliense Sub-20 de 2021 e oficialmente conhecido, como Candagão Sub-20 2021), foi a 46ª edição do futebol sub-20 do Distrito Federal brasileiro. A competição, organizada pela Federação de Futebol do Distrito Federal, foi disputada entre 19 de junho e 11 de setembro por catorze equipes do Distrito Federal e de Goiás. Teve como campeão o Real Brasília Futebol Clube, que conquistou o seu segundo título. O Real Brasília e o vice, Taguatinga, garantindo vagas na Copa São Paulo de Futebol Júnior de 2022 e também na Copa do Brasil de Futebol Sub-20 de 2022.

## Regulamento[1]
O campeonato será disputado em quatro etapas: fase de grupos, quartas de final, semifinais e final. 
Na primeira fase, as catorze equipes serão divididas em 2 grupos de 7 jogando dentro dos próprios grupos em um turno. As quatro equipes com o maior número de pontos conquistados de cada grupo avançam para a segunda fase (quartas de final).
As quartas de finais (segunda fase) serão jogos eliminatórios em ida e volta e vantagem da igualdade no placar agregado para as equipes melhores classificadas na fase anterior, os vencedores avançam para a terceira fase.
As semifinais também serão em jogos eliminatórios em ida e volta e vantagem da igualdade no placar agregado para as equipes melhores classificadas. Os vencedores avançam para a final.
A final será disputada em dois jogos sem vantagem acumulada.
O campeão e o vice conquistaram vagas na Copa São Paulo de Futebol Júnior de 2022 e o campeão na Copa do Brasil de Futebol Sub-20 de 2022.

### Critérios de desempate
Ocorrendo empate em número de pontos ganhos entre duas ou mais equipes na fase classificatória, serão aplicados, sucessivamente, os seguintes critérios de desempate:
1. Maior número de vitórias.
2. Maior saldo de gols.
3. Maior número de gols pró.
4. Confronto direto.
5. Menor número de cartões vermelhos.
6. Menor número de cartões amarelos.
7. Sorteio.

## Equipes participantes[1]
| Equipe                                       | Localidade         | Em 2020 | Estádio (mando em 2021) | Capacidade | Títulos   |
| -------------------------------------------- | ------------------ | ------- | ----------------------- | ---------- | --------- |
| Grêmio Esportivo Brazlândia                  | Brazlândia         | 11º     | A definir               | A divulgar | 0         |
| Capital Clube de Futebol Ltda                | Guará              | 5º      | Agepol                  | A divulgar | 0         |
| Sociedade Esportiva Ceilandense              | Ceilândia          | ND      | Abadião                 | 4 000      | 0         |
| CFZ de Brasília Sociedade Esportiva          | Brasília           | 9º      | Toca do Coelho          | A divulgar | 0         |
| Cruzeiro Futebol Clube                       | Cruzeiro           | ND      | A definir               | 1000       | 1 (2012)  |
| Sociedade Esportiva do Gama                  | Gama               | 4º      | CT do Gama              | A divulgar | 11 (2019) |
| Legião Futebol Clube                         | Brasília           | 2º      | A definir               | A divulgar | 0         |
| Associação Atlética Luziânia                 | Luziânia (GO)      | 10º     | Serra do Lago           | 21 564     | 2 (1997)  |
| Planaltina Esporte Clube                     | Planaltina         | 1º      | CT do Planaltina        | A divulgar | 2 (2020)  |
| Real Brasília Futebol Clube                  | Núcleo Bandeirante | 3º      | Defelê                  | 1 500      | 1 (2017)  |
| Samambaia Futebol Clube                      | Samambaia          | ND      | Rorizão                 | 6 000      | 0         |
| Sociedade Esportiva Santa Maria              | Santa Maria        | ND      | A definir               | A divulgar | 1 (2010)  |
| Sociedade Esportiva Planaltina - Samambaense | Samambaia          | 8º      | Rorizão                 | 6 000      | 0         |
| Taguatinga Esporte Clube                     | Taguatinga         | ND      | Serejão                 | 27 000     | 3 (1986)  |

## Segunda fase
Em itálico, os times que possuem o mando de campo no primeiro jogo do confronto e em negrito os times classificados.
|  | Quartas de final             | Quartas de final             | Quartas de final             | Quartas de final             |   |               | Semifinais                  | Semifinais                  | Semifinais                  | Semifinais                  |  |            | Final                        | Final                        | Final                        | Final                        |  |  |
|  | De 4 de agosto à 8 de agosto | De 4 de agosto à 8 de agosto | De 4 de agosto à 8 de agosto | De 4 de agosto à 8 de agosto |   |               | 14 de agosto e 22 de agosto | 14 de agosto e 22 de agosto | 14 de agosto e 22 de agosto | 14 de agosto e 22 de agosto |  |            | 28 de agosto e 9 de setembro | 28 de agosto e 9 de setembro | 28 de agosto e 9 de setembro | 28 de agosto e 9 de setembro |  |  |
|  |                              |                              |                              |                              |   |               |                             |                             |                             |                             |  |            |                              |                              |                              |                              |  |  |
|  | Gama                         | 0                            | 0                            | 0                            |   |               |                             |                             |                             |                             |  |            |                              |                              |                              |                              |  |  |
|  | Legião                       | 1                            | 0                            | 1                            |   |               |                             |                             |                             |                             |  |            |                              |                              |                              |                              |  |  |
|  | Legião                       | 1                            | 0                            | 1                            |   | Legião        | 0                           | 1                           | 2                           |                             |  |            |                              |                              |                              |                              |  |  |
|  |                              |                              |                              |                              |   | Legião        | 0                           | 1                           | 2                           |                             |  |            |                              |                              |                              |                              |  |  |
|  |                              | Taguatinga                   | 1                            | 1                            | 2 |               |                             |                             |                             |                             |  |            |                              |                              |                              |                              |  |  |
|  | Samambaia                    | Taguatinga                   | 1                            | 1                            | 2 | 1             | 0                           | 1                           |                             |                             |  |            |                              |                              |                              |                              |  |  |
|  | Samambaia                    |                              |                              |                              |   | 1             | 0                           | 1                           |                             |                             |  |            |                              |                              |                              |                              |  |  |
|  | Taguatinga                   | 1                            | 1                            | 2                            |   |               |                             |                             |                             |                             |  |            |                              |                              |                              |                              |  |  |
|  | Taguatinga                   | 1                            | 1                            | 2                            |   |               |                             |                             |                             |                             |  | Taguatinga | 1                            | 0                            | 1                            |                              |  |  |
|  |                              |                              |                              |                              |   |               |                             |                             |                             |                             |  | Taguatinga | 1                            | 0                            | 1                            |                              |  |  |
|  |                              | Real Brasília                | 1                            | 1                            | 2 |               |                             |                             |                             |                             |  |            |                              |                              |                              |                              |  |  |
|  | Real Brasília                | Real Brasília                | 1                            | 1                            | 2 | 2             | 7                           | 9                           |                             |                             |  |            |                              |                              |                              |                              |  |  |
|  | Real Brasília                |                              |                              |                              |   | 2             | 7                           | 9                           |                             |                             |  |            |                              |                              |                              |                              |  |  |
|  | Santa Maria                  | 0                            | 0                            | 0                            |   |               |                             |                             |                             |                             |  |            |                              |                              |                              |                              |  |  |
|  | Santa Maria                  | 0                            | 0                            | 0                            |   | Real Brasília | 0                           | 2                           | 2                           |                             |  |            |                              |                              |                              |                              |  |  |
|  |                              |                              |                              |                              |   | Real Brasília | 0                           | 2                           | 2                           |                             |  |            |                              |                              |                              |                              |  |  |
|  |                              | Capital-DF                   | 1                            | 0                            | 1 |               |                             |                             |                             |                             |  |            |                              |                              |                              |                              |  |  |
|  | Capital-DF                   | Capital-DF                   | 1                            | 0                            | 1 | 4             | 3                           | 7                           |                             |                             |  |            |                              |                              |                              |                              |  |  |
|  | Capital-DF                   |                              |                              |                              |   | 4             | 3                           | 7                           |                             |                             |  |            |                              |                              |                              |                              |  |  |
|  | Luziânia                     | 2                            | 0                            | 2                            |   |               |                             |                             |                             |                             |  |            |                              |                              |                              |                              |  |  |

## Premiação
| Candangão Sub-20 2021             |
| --------------------------------- |
| Real Brasília Campeão (2° título) |

| Vice-campeão: | Terceiro colocado: | Quarto colocado: | Artilheiro:          |
| ------------- | ------------------ | ---------------- | -------------------- |
| Taguatinga    | Capital-DF         | Legião           | Vini (Real Brasília) |